# خولیو آلونسو اورتگا
خولیو آلونسو اورتگا (متولد ۲۳ دسامبر ۲۰۰۰ در لاس پالماس، گران کاناریا) ملوان اسپانیایی و قهرمان جهان در رشته قایق‌های بادبانی دو نفره به شمار می‌رود. او در بخش اعظم دوران ورزشی‌اش برای باشگاه سلطنتی قایق‌رانی گران کاناریا مسابقه داده است، جایی که زیر نظر مربیان آرون سارمِینتو و لوییس دورِسته، دارنده دو مدال طلای المپیک، تمرین می‌کند.

## تحصیلات
آلونسو در کنار حرفه قایق‌رانی، تحصیلات عالی را در بریتانیا پی گرفت. او با مدرک کارشناسی علوم در مدیریت بازرگانی و کسب رتبه ممتاز از دانشگاه لنکستر فارغ‌التحصیل شد. پس از آن مدرک کارشناسی ارشد را در اقتصاد سیاسی بازارهای نوظهور از کینگز کالج لندن و دومین مدرک کارشناسی ارشدش را در تجارت بین‌الملل از دانشگاه آتلانتیکو مدیو، با پشتیبانی بورسیه تحصیلی از PROEXCA، دریافت کرد.

## حرفه قایق‌رانی
آلونسو در سن ده سالگی در کلاس اپتیمیست در موگان شروع به قایق‌رانی کرد و سپس به باشگاه سلطنتی قایق‌رانی گران کاناریا پیوست، جایی که همچنان به رقابت در آن ادامه می‌دهد.
در کلاس ۴۲۰، آلونسو به موفقیت‌های قابل توجهی دست یافت. او سه مقام قهرمانی مسابقات قایق‌رانی اسپانیا را از آن خود کرد و در کنار لوییس دورسته، پسر ملوان برجسته لوییس دورسته و برادرزاده مانوئل دورسته، گوستاوو دورسته، و خوزه لوییس دورسته، که همگی از چهره‌های برجسته در تاریخ قایق‌رانی اسپانیا به شمار می‌آیند، به مقام دوم رسید. طی این دوره، او همچنین در مسابقات مختلف اروپایی و جهانی شرکت نموده و تجربه بین‌المللی ارزشمندی کسب کرد.
از نکات برجسته دوران حضور او در کلاس ۴۲۰، نائل شدن به قهرمانی جهان در بخش مسابقات تیمی بود. این دستاورد منجر به تقدیر قابل توجهی در شهر زادگاهش شد، جایی که افتخار انجام ضربه شروع نمادین در یک مسابقه فوتبال بین تیم‌های لاس پالماس و رئال مادرید در استادیوم گران کاناریا را ایفا نمود.
با گذار به کلاس 29er، آلونسو مدال طلای قهرمانی مطلق اسپانیا در 29er و مدال طلای زیر ۱۹ سال در قهرمانی اسپانیا را حائز شد. این موفقیت‌ها او را واجد شرایط نمایندگی اسپانیا در قهرمانی جهانی قایق‌رانی جوانان ۲۰۱۸ در کورپوس کریستی، تگزاس کرد، جایی که در مجموع به مقام دهم رسید.
همان سال، آلونسو با «Spanish Impulse by IBEROSTAR»  قرارداد امضا کرد، تیمی که رسماً برای نمایندگی اسپانیا در جام جوانان آمریکا رد بول که در برمودا برگزار شد، تشکیل شده بود. در این دوره، او همچنین اسپانیا را در فینال جهانی رد بول فویلینگ جنریشن در میامی نمایندگی کرد، در قایق‌های دوبدنه (معروف به کاتامِرَن) فلایینگ فانتوم رقابت نموده و انطباق‌پذیری خود را در رشته‌های قایق‌رانی با عملکرد بالا به معرض نمایش گذاشت.
در حال حاضر، آلونسو با ماریا بووِر با هدف نمایندگی اسپانیا در کلاس ترکیبی ۴۷۰ در بازی‌های المپیک همکاری می‌کند. تا به امروز، آنها به مقام چهارم در رده زیر ۲۴ سال در قهرمانی جهانی قایق‌رانی ۴۷۰ و مقام پنجم در رده زیر ۲۴ سال در قهرمانی اروپا در قایق‌رانی ۴۷۰ دست یافته‌اند.